# Folker Roland
Folker Roland (* 18. September 1964 in Helmstedt) ist ein deutscher Betriebswirt und Hochschullehrer. Er ist seit 2017 Rektor der Hochschule Harz in Sachsen-Anhalt. 

## Ausbildung
Roland besuchte von 1970 bis 1974 die Grundschule Hattorf und anschließend bis 1976 die Orientierungsstufe in Wolfsburg-Westhagen. Danach ging er an das Albert-Schweitzer-Gymnasium nach Wolfsburg, wo er 1983 das Abitur ablegte. Im Anschluss studierte er fünf Jahre Betriebswirtschaftslehre und Mathematik an der Georg-August-Universität Göttingen und erwarb 1988 den Abschluss als Diplom-Kaufmann. An dieser Universität nahm er ein Promotionsstudium auf, das er 1993 als Dr. rer. pol. beendete. Das Thema seiner Dissertation lautet Beschaffungsstrategien. Voraussetzungen, Methoden und EDV-Unterstützung einer problemadäquaten Auswahl.

## Akademische Laufbahn

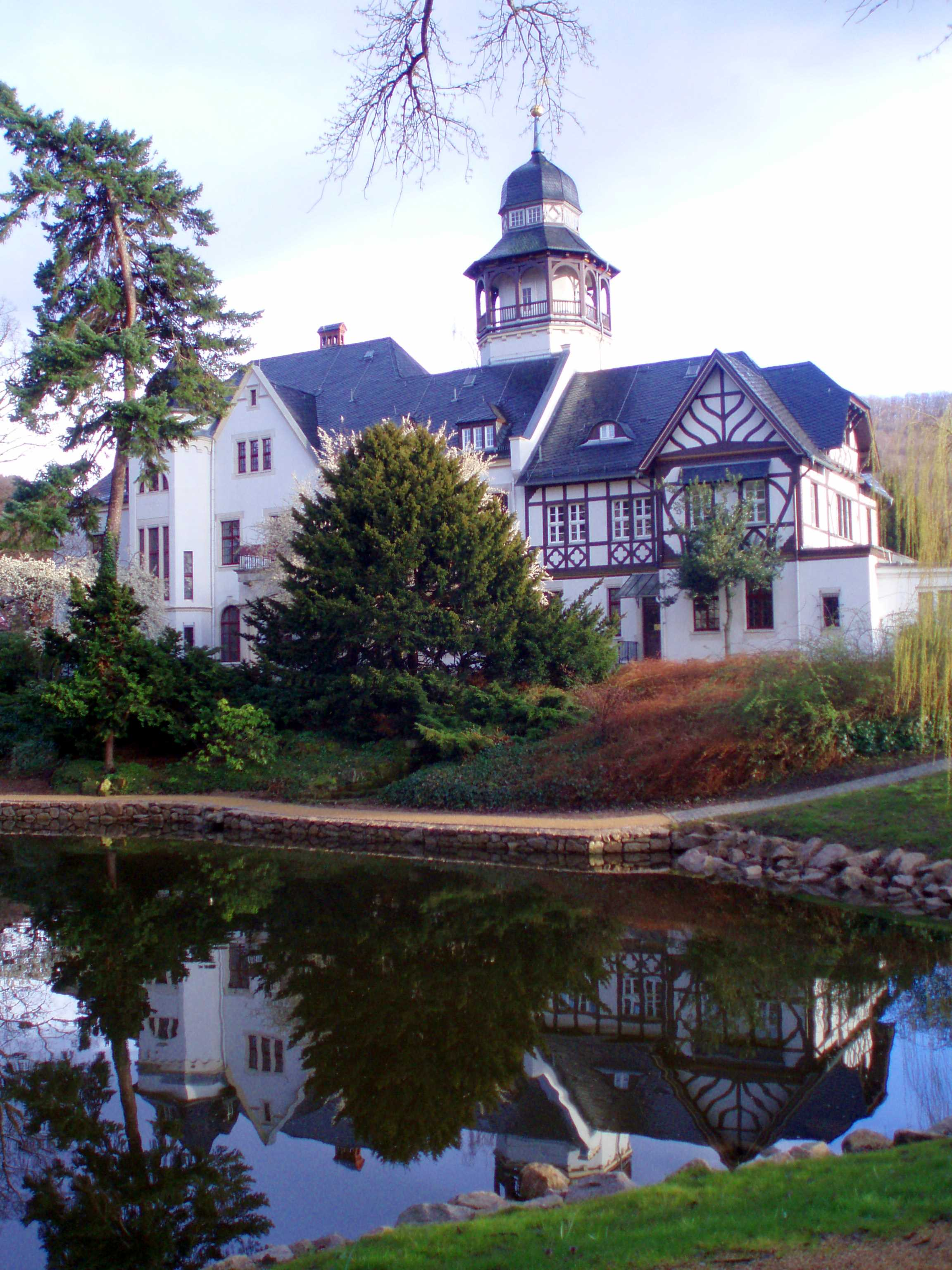
Rektoratsvilla in Wernigerode – Dienstsitz Rolands

Nach Tätigkeiten als wissenschaftliche Hilfskraft und wissenschaftlicher Mitarbeiter in Göttingen, Wolfsburg und Dresden wurde Roland im Jahr 1994 Professor für Betriebswirtschaftslehre, insbesondere Produktion und Logistik am Fachbereich Wirtschaftswissenschaften der Hochschule Harz in Wernigerode. Von 1997 bis 2000 nahm er die Funktion des Prorektors für Studium, Qualitätsmanagement und Weiterbildung wahr. Diese Funktion übte er erneut ab 2007 aus. Nach dem Wechsel des bisherigen Rektors Armin Willingmann in die Staatskanzlei Sachsen-Anhalt nach Magdeburg im Mai 2016 übernahm er zunächst kommissarisch und nach erfolgreicher Wahl des Akademischen Senats am 1. Februar 2017 hauptamtlich das Amt des Hochschulrektors.